# Billie de Montfort
Billie de Montfort est une jument trotteur français, née en 2011. Fille de Jasmin de Flore et de Quismy de Montfort, par And Arifant, elle appartient à son éleveur Philippe Dauphin, est entraînée par Sébastien Guarato et drivée le plus souvent par Éric Raffin, David Thomain ou Gabriele Gelormini. Sa carrière est remarquable par sa longévité au plus haut niveau, devenue rare dans les courses contemporaines. 

## Carrière de courses

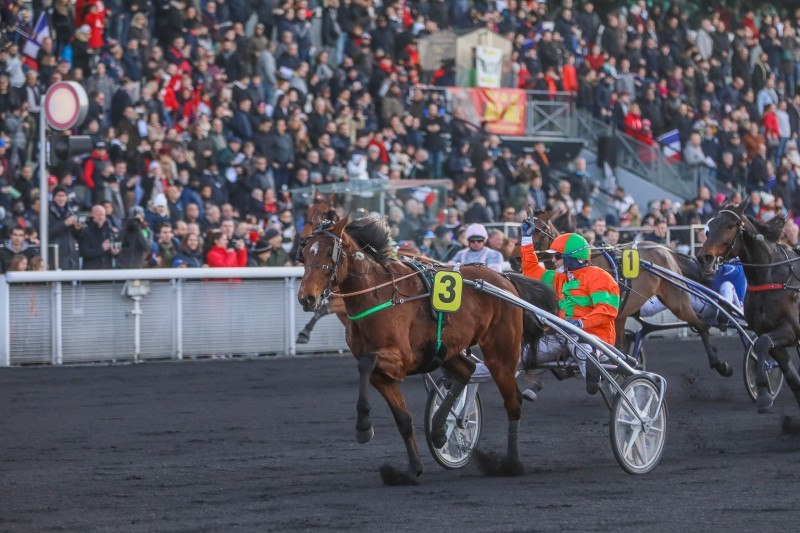
Victoire dans le Prix de Bourgogne

Précoce, Billie de Montfort débute à l'automne de ses 2 ans par une série de cinq victoires consécutives, dont un premier groupe, le Prix Une de Mai, qui la placent rapidement à la tête de sa génération. Elle trouve d'ailleurs la consécration dans le Critérium des Jeunes, face aux Bird Parker, Booster Winner et autres Brillantissime, représentants d'une génération de mâles exceptionnelle qui attend encore son messie, un certain Bold Eagle, son compagnon d'entraînement qui, à l'époque, commence à peine à prendre son envol. En attendant, Billie de Montfort confirme qu'elle est la reine de sa génération, enchaînant les succès et ne quittant jamais le podium. C'est seulement à la fin de l'année 2014 qu'elle doit abandonner le pouvoir à Bold Eagle, qui s'impose dans le Critérium des 3 ans. Mais elle continue à dominer ses contemporaines et à remporter tout ce que son voisin de box veut bien lui laisser. De quoi enquiller, jusqu'à la fin de son année de 4 ans, la bagatelle de huit semi-classiques, deux victoires en Suède face aux meilleures 4 ans scandinaves, un Critérium et plusieurs accessits de groupe 1 dont le premier dans le Grand Prix de l'UET derrière Bold Eagle. En revanche elle connaît un premier échec dans le Critérium Continental, en fin d'année.
À 5 ans, Billie de Montfort commence à défier les chevaux d'âge, à l'heure où beaucoup de pouliches ayant brillé durant leur jeunesse sont prudemment rentrées au haras. Cependant, la marche est un peu haute. Elle ne craint pas de tenter sa chance dans l'Elitloppet à Solvalla, mais échoue en finale. Elle peine à renouer avec la victoire (qui la fuit depuis l'été 2015), tente même sa chance au monté (une fois, sans succès, dans le Prix des Élites) mais se montre régulière et récolte des podiums au plus haut niveau. Elle est ainsi dauphine de Bold Eagle dans le Prix de l'Atlantique, le Grand Critérium de Vitesse de la Côte d'Azur ou le Grand Prix de Wallonie, ou du grand Timoko dans le Grand Prix du Département des Alpes-Maritimes, dans lequel elle obtient son record de 1'09"2. Mais il lui faut attendre quelque trois ans et deux mois avant de repasser le poteau en tête, dans le Grand Prix de Gelsenkirchen en Allemagne, en octobre 2018. Et puis un an encore, cette fois aux Baléares, dont elle s'adjuge le Grand Prix en jument déclassée. Rendue populaire par sa longévité et sa présence dans toutes les grandes joutes, elle se rappelle au bon souvenir de tout le monde en décembre 2019 lorsqu'elle remporte le Prix de Bourgogne, prouvant qu'à huit ans et après une carrière aussi éprouvante, elle est capable encore d'exploit. Même si elle ne montera jamais sur le podium des Prix d'Amérique et autres grandes épreuves où elle participe toujours en outsider mais y fait toujours bonne figure, elle se bâtit un très riche palmarès et fait valoir ses beaux restes à 9 et 10 ans en allant remporter plusieurs belles courses européennes, dont deux groupe 1 en Italie. Et alors que l'heure de la retraite approche (elle est atteinte par la limite d'âge en 2022), elle trouve le moyen, infatigable, insubmersible, de se qualifier pour le Prix d'Amérique 2022 en se classant troisième du Prix de Bourgogne. Elle ne peut en revanche que figurer dans la belle et quinze jours plus tard dans le Prix de France, théâtre de ses adieux à Vincennes. Mais pour sa dernière course en France, elle s'offre une belle troisième place dans le Grand Critérium de Vitesse de la Côte d'Azur.   

### Palmarès

#### GroupesI
France
- Critérium des Jeunes (2014)
- 2e Prix de Sélection (2015)
- 2e Prix de l'Atlantique (2016)
- 2e Grand Critérium de Vitesse de la Côte d'Azur (2018)
- 3e Prix de l'Étoile (2014)
- 3e Critérium des 3 ans (2014)
- 3e Prix de Sélection (2016)
- 3e Grand Critérium de Vitesse de la Côte d'Azur (2020, 2022)
- 4e Critérium des 4 ans (2015)
- 4e Prix de l'Atlantique (2018, 2019)
- 4e Grand Critérium de Vitesse de la Côte d'Azur (2021)
- 5e Prix de France (2019)
- 5e Grand Critérium de Vitesse de la Côte d'Azur (2019)

 Italie
- Grand Prix des Nations (2020)
- Grand Prix de la Côte d'Azur (2021)
- 2e Grand Prix de la Ville de Montecatini (2021)
- 3e Palio des Communes (2019)
- 4e Grand Prix de la Loterie (2020)
- 4e Gran Premio Royal Mares del Trotto (2020)

 UET
- 2e Grand Prix de l'UET (2015)

 Belgique
- 2e Grand Prix de Wallonie (2017, 2018)
- 3e Grand Prix de Wallonie (2019)

 Finlande
- 3e Finlandia Ajo (2018)
- 3e St Michel Ajo (2021)

 Suède
- 3e Paralympiatravet (2020)

#### GroupesII
France
- Prix Une de Mai (2013)
- Prix Masina (2014)
- Prix Ozo (2014)
- Prix Reine du Corta (2014)
- Prix de Tonnac-Villeneuve (2015)
- Prix Paul Leguerney (2015)
- Prix Gaston de Wazières (2015)
- Prix Guy Le Gonidec (2015)
- Prix de Bourgogne (2019)
- 2e Prix Gélinotte (2014)
- 2e Prix Roquépine (2014)
- 2e Prix Guy Deloison (2014)
- 2e Prix Annick Dreux (2014)
- 2e Prix Charles Tiercelin (2015)
- 2e Prix Ariste Hémard (2015)
- 2e Prix Ovide Moulinet (2015)
- 2e Critérium de Vitesse de Basse-Normandie (2016, 2017, 2018)
- 2e Prix de la Communauté de communes de la Thiérache du Centre (2017, 2020)
- 2e Grand Prix du Département des Alpes-Maritimes (2017)
- 2e Prix de Bretagne (2017)
- 3e Prix Uranie (2014)
- 3e Prix Louis Jariel (2016)
- 3e Prix de la Communauté de communes de la Thiérache du Centre (2016, 2018, 2019)
- 3e Grand Prix du Sud-Ouest (2017)
- 3e Prix de Washington (2019)
- 3e Prix du Bourbonnais (2019)
- 3e Prix de Bourgogne (2018, 2022)

 Suède
- Gjensidige 4 ars Elite (2015)
- 3e Stl Gulddivisionen Final (2020)

 Pays-Bas
- 2e Grand Prix de Victoria Park (2016, 2018)
- 3e Grand Prix de Victoria Park (2019)

 Belgique
- Grand Prix de la Toussaint (2019)
- 2e Grand Prix de la Toussaint (2017, 2018)

 Espagne
- Grand Prix des Baléares (2019)
- 2e Grand Prix des Baléares (2018)

 Allemagne
- Grand Prix de Gelsenkirchen (2018)
- 2e Grand Prix de Gelsenkirchen (2018)

## Origines
Billie de Montfort est issu de Jasmin de Flore 1'13, l'un des ténors de sa génération, vainqueur de deux Critériums (des 4 ans et des 5 ans) et d'un Prix de Sélection, dont la carrière s'acheva à 5 ans. Il a bien produit ensuite, donnant notamment Save The Quick 1'10 (Prix de Normandie, Championnat européen des juments, deuxième du Prix de Cornulier) et Ganay de Banville 1'09 (Prix de l'Étoile).   
| Origines de Billie de Montfort, femelle, bai | Origines de Billie de Montfort, femelle, bai | Origines de Billie de Montfort, femelle, bai | Origines de Billie de Montfort, femelle, bai |
| -------------------------------------------- | -------------------------------------------- | -------------------------------------------- | -------------------------------------------- |
| Père Jasmin de Flore                         | Vivier de Montfort                           | Kronos du Vivier                             | Sabi Pas                                     |
| Père Jasmin de Flore                         | Vivier de Montfort                           | Kronos du Vivier                             | Eva du Vivier                                |
| Père Jasmin de Flore                         | Vivier de Montfort                           | Hôtesse du Houx                              | Uno                                          |
| Père Jasmin de Flore                         | Vivier de Montfort                           | Hôtesse du Houx                              | Poupée R                                     |
| Père Jasmin de Flore                         | Étoile du Pasteret                           | Mon Tourbillon                               | Amyot                                        |
| Père Jasmin de Flore                         | Étoile du Pasteret                           | Mon Tourbillon                               | Tornade IV                                   |
| Père Jasmin de Flore                         | Étoile du Pasteret                           | Sa Pile                                      | Hillion Brillouard                           |
| Père Jasmin de Flore                         | Étoile du Pasteret                           | Sa Pile                                      | Borapile                                     |
| Mère Quismy de Montfort                      | And Arifant                                  | Sharif di Iesolo                             | Quick Song                                   |
| Mère Quismy de Montfort                      | And Arifant                                  | Sharif di Iesolo                             | Odile de Sassy                               |
| Mère Quismy de Montfort                      | And Arifant                                  | Infante d'Aunou                              | Niky des Étangs                              |
| Mère Quismy de Montfort                      | And Arifant                                  | Infante d'Aunou                              | Oscana                                       |
| Mère Quismy de Montfort                      | Saharienne                                   | Homérien                                     | Seddouk                                      |
| Mère Quismy de Montfort                      | Saharienne                                   | Homérien                                     | Pénélope V                                   |
| Mère Quismy de Montfort                      | Saharienne                                   | Klusa                                        | Brutus Lucius                                |
| Mère Quismy de Montfort                      | Saharienne                                   | Klusa                                        | Bisaïeule                                    |